# Mulda/Sa.
Mulda/Sa. är en kommun och ort i Landkreis Mittelsachsen i förbundslandet Sachsen i Tyskland. Kommunen har cirka 2 400 invånare.